# 堕天の狗神 -SLASHDØG-
『堕天の狗神 -SLASHDØG-』（だてんのいぬがみ スラッシュドッグ）は、石踏一榮によるライトノベルのシリーズ。イラストはきくらげ、キャラクター原案はみやま零。

## 概要
2006年に発表された作者の著書『SLASH/DOG』（イラストは横溝大輔）のリブート作品。2014年7月10日から2015年3月10日までWebサイト「ファンタジアBeyond」で連載された後、2016年にはカクヨムでも公開された。2017年7月にシリーズ文庫化が発表され、同年11月から『堕天の狗神 -SLASHDØG- ハイスクールD×D Universe』と題して発行。2018年12月に発売された第3巻を最後に続編の刊行は途絶えているが、2020年6月時点で作者が自身のTwitterにて「鋭意制作中である」と語っている。
メディアミックスとして、『月刊コミックアライブ』にて原作イラストを担当するきくらげによるコミカライズ版が2020年2月号から2020年12月号まで連載された。
『ハイスクールD×D』は本作から4年後の世界を描く同一世界観の作品であり、『SLASH/DOG』では「移染身（ウツセミ）」という人間の精神に取りついて侵食する生命体と鳶雄・夏梅・鮫島との戦いを描いていたのに対し、本作では『ハイスクールD×D』に登場する「人工神器」の試作品を「ウツセミ」と称し、前述の3名はセイクリッド・ギアという異能の持ち主に、敵は実験を行った「虚蝉機関」という組織との戦いに変更されている。それに伴い登場人物が追加されており、『ハイスクールD×D』の登場キャラクター・組織・用語が本作にも多数登場している。

## あらすじ

### 第1部『刃狗（スラッシュ・ドッグ）顕現 -黒き狗と四凶-』編
1 - 2巻（作中5月〜9月）
陵空高校の2年生・幾瀬鳶雄は5月に行われたハワイ行きの修学旅行を風邪で欠席してしまう。しかし同級生達が乗っていたフェリーが洋上で沈没、鳶雄は友人達と唐突な別れを経験することとなる。それから2ヶ月が過ぎ、別の高校に通っていた鳶雄だったが死んだはずの幼なじみの東城紗枝を街で見かけたことから、学友達が「虚蝉機関」に攫われ人体実験を受けていること、自分自身にも神器と呼ばれる異能が宿っていることを知り、堕天使の組織「神の子を見張る者」の総督・アザゼルからの指示で同じく神器を宿した仲間達、四凶を身に宿した皆川夏梅と鮫島鋼生、魔法使いの協会「灰色の魔術師」から派遣されたラヴィニア・レーニ、アザゼルの秘蔵っ子であるヴァーリ・ルシファーと協力して、友を助ける戦いに身を投じるが、調査活動の最中に鳶雄とラヴィニアは「虚蝉機関」の待ち伏せにあって本拠地へと連れ去られる。取り残された夏梅と鮫島は敵幹部の童門計久の襲撃を受け追い詰められるも、四凶の真の姿を覚醒させて勝利する。一方の鳶雄は紗枝が傷つけられたことで絶望して禁手「夜天光の乱刃狗神」を発動、首領である姫島唐棣を殺害したあとも暴走を続けるが、仲間たちの助けで正気を取り戻した。
力を合わせて「虚蝉機関」を壊滅に追い込んだ鳶雄・鮫島・夏梅は、2ヶ月後、救出された紗枝と共に「堕ちてきた者たち」へと転入し、「バラキエル教室」へ配属される。担当教官のバラキエルから厳しい指導を受ける中、残る2名の四凶、七滝詩求子と古閑雹介の情報を姫島家次期当主の姫島朱雀から伝えられ、チーム全員で救援に向かった先で裏切り者のサタナエルと遭遇する。戦力が二分されている間にラヴィニアが師匠のグリンダに拒絶されたショックから「オズ」に所属する魔女アウグスタに心の隙を突かれて憑依されてしまうが、彼女を姉のように慕うヴァーリや鳶雄たちの奮闘でアウグスタの魂だけが排除され、ラヴィニアは無事解放される。

### 第2部『ヴァルプルギスの夜 -四神と黄龍とオズの魔法使い-』編
3 - (作中12月〜）
「バラキエル教室」には新たに詩求子が加わり、チームとしての実力が認められて様々な任務を与えられるようになっていた。そんな中、正月が明けて間もなく、「五大宗家」と会談を行うために「灰色の魔術師」の理事を務めるメフィスト・フェレスが来日し、彼の護衛を鳶雄たちが任される。奈良県にある「奥の院」へと向かった一行だったが、「オズ」に唆された妖怪たちが「奥の院」へと攻め寄せてくる。空亡の回復能力に劣勢に陥る五大宗家の面々だったが、朱雀の許可で己の神器に宿った火之迦具土神の力を目覚めさせた鳶雄たち協力者の助けで妖怪たちを無事退けることに成功する。

## 登場人物

### 刃狗（スラッシュ・ドッグ）チーム
堕天使陣営の組織「神の子を見張る者」のエージェントチーム。「虚蝉機関」と戦うために幾瀬鳶雄をリーダーとして結成された。「黒刃の狗神」の効果により、メンバーのほぼ全員が独立具現型神器を宿している。元陵空高校メンバーは「虚蝉機関」の事件後、「堕ちてきた者たち」の「バラキエル教室」に転入した。入学後に一気に力を上げたことで、半年も経たないうちにグリゴリから一部の掃討任務を正式に与えられるという、破格かつ異例の措置を受けられるようになる。
『ハイスクールD×D』ではメンバーが増えており、暗殺やスパイを専門に担当している。事務所は駒王町から2駅離れた場所にある、グリゴリが管理している20階建てマンションの2階に置かれ、普段は常人が近寄れないように人避けの術を出入口にかけている。16巻以降は「D×D」に裏方チームとして参加し、正式メンバーのサポートを任されている。各勢力の暗部に潜って死闘を繰り広げていた実力は本物で、「邪龍戦役」では人間界のヨーロッパの戦場へ出陣し、量産型邪龍や偽赤龍帝の軍勢を駆逐した。24巻のタナトス一派による「アザゼル杯」襲撃では冥界に現れた死神の軍勢を撃破。「地獄事変」でエレボス一派が京都を狙った際には擬似空間でグレシルの部隊を相手取り、イギリスにおける最終決戦ではラヴィニアのみ本隊に同行して残りの者はロンドン周囲の監視を担当した。「アザゼル杯」では日本の神々から支援を受け、抜群のチームワークで最上級悪魔クラスのチームにも勝利して、決勝トーナメントへと進出している。
幾瀬 鳶雄（いくせ とびお）
声 - 内田雄馬（ファンタジア・リビルド）
身長：171cm（SLASHDØG時）→174cm（D×D本編時）
体重：59kg（SLASHDØG時）→65kg（D×D本編時）
誕生日：5月4日
種族：人間
本作の主人公。陵空高校2年生。神滅具「黒刃の狗神（ケイニス・リュカオン）」の使い手で、「刃狗（スラッシュ・ドッグ）」の二つ名を持つ人物。亡き祖母の旧姓は「姫島」であり、朱雀と朱乃のはとこにあたる。
生まれながらにして禁手「夜天光の乱刃狗神（ナイト・セレスティアル・スラッシュ・ドッグズ）」に至っていたという長い歴史を見ても数例しか確認されていない特級のイレギュラー。しかし幼少期に祖母の手で異能を封じられたため、命を落とすこともなく、神滅具の存在を知ることもなく平穏に育ってきた。
両親は海外暮らしで、同居していた祖母は中学時代に亡くなっているため、高校生になってからはアパートで一人暮らしをしている。自炊をしているので料理が得意で、チームではリーダーと料理番を兼任している。勉強も運動も並み程度、行動も模範的だったため、陵空高校時代は目立たない生徒だったが、結構負けず嫌いなところがある。
自分が風邪をひいて欠席した修学旅行において、旅行に参加していた全員が「虚蝉機関」に囚われ人体実験の被験者となったことから事件に巻き込まれてしまう。ウツセミとの二度目の交戦で封印が解け異能を発現し、相手の狙いに自分が含まれていないとわかった上で幼馴染を救うために戦いに身を投じることとなる。神滅具の力を学びながら実力を高めつつあったが、優しさ故に非情になりきれなかった。しかし虚蝉機関との最終決戦で紗枝が自分を守るために命を絶とうとしたため絶望から禁手を発動、唐棣を殺害してなお暴走を続けたが「祖母が残した仏教の呪法」「『永遠の氷姫』による拘束」「『白龍皇の光翼』による力の半減」で沈静化される。その後は紗枝の生存に涙し、これから始まるだろう五大宗家やオズの魔法使いとの戦いに備えることになる。
当初は刃に戦闘を任せて自身は指示に徹していたが、「虚蝉機関」との戦いを経て異能で作った大鎌を武器に自分自身も戦うスタイルをとるようになる。また神器との同調により、次第に五感や直感が鋭くなっている。自身に罪はないものの、姫島が信仰する火之迦具土神を斬った「天之尾羽張」を身に宿しているせいで神から加護を得ることは不可能だが、副産物として神器に宿った神の呪炎だけなら使うことができるようになる。なお、禁手が半覚醒状態だったころは、正気を保ったまま戦闘を行うために祖母の数珠を応用した道具を必要としていた。
天然かつ素で女性を褒めるため、鮫島には「女でいい目に遭って、女で苦労するタイプ」と評される。中学まで家が隣同士だった幼馴染の紗枝とは恋人ではないものの、以前はたまに食事を作ってもらうような関係で、自らの人間性や日常を象徴し続ける存在であることから大切に想っている。また、女性陣とも同じマンションで生活しているため、しばしば入浴や着替えなどのハプニングに遭遇する。
『ハイスクールD×D』にも登場。最終章の時点で22歳。「神の子を見張る者」のエージェントとして、危険地帯へとアザゼルがのり込む際の護衛役を務めている。この時は昼間は大学生として学業に励む傍ら、夜は事務所近くのビルにあるアザゼルが経営者のBAR「黒狗」でバーテンダーのアルバイトをしているほか、同じビルの1階のレストランで時々料理を作っている。大学では料理を研究するサークルに入っているが、忙しいので顔を出すことは少ない。控えめな性格で裏方を担当することが多いが「禍の団」所属の曹操以外でヴァーリに「覇龍」を使わせた唯一の「人間」であることなどから、最強の人間候補の1人とされている。ヴァーリ当人とは不仲の間柄と言われるが、実際は会うたびに勝負を申し込まれるから逃げ回っているだけで、一時期一緒に暮らしていたこともあって手のかかる弟のように思っている。
12巻でアザゼルに同行して冥府に赴く。16巻で「D×D」に参加し、19巻では教会の戦士達との戦いのサポート役として出陣、横槍を入れに来たヴァルブルガがランダムに組んだ数万にも及ぶ逃走用の術式を短時間ですべて斬り裂き逃げ道を塞ぐという離れ業を見せた。21巻の「邪龍戦役」にて裏方に回っていた刃狗チームも表に参戦した際には欧州の戦場へ向かい、禁手を更に研磨し深淵面に至った「深淵なりし冥漠の獣魔、英傑であれ常夜刃の狗神（ペルフェクトゥス・テネブラエ・リュカオン・エト・フォルティス・デンス・ライラプス）」を使って、ラヴィニアと共に量産型邪龍や偽赤龍帝軍団を駆逐した。アザゼルには大分世話になっていたため、彼が「隔離結界領域」に旅立ったときは無言で顔を伏せていた。
「アザゼル杯」では「刃狗（スラッシュ・ドッグ）」チームの「王」として登録し、最上級悪魔クラスをも下して決勝に進出する。アザゼルから時々イッセー達の無茶に付き合ってくれるように頼まれていることもあり、24巻のタナトスによる小猫・黒歌襲撃の時にはヴァーリの試合を守って最上級死神直属の幹部クラスに圧勝し、真1巻でニュクスが起こした事件の際もエーゲ海まで赴いて神の結界を一撃で斬り裂きイッセーたちをサポート、真3巻にて京都をエレボス一派が襲った時は「霧の中の理想郷」で作られた疑似空間で魔王クラスの人工悪魔グレシルを撃破する。また、大会の裏ではアジュカから依頼されて、地獄の王たちの動きに反応して行動を起こした神崎光也にも目を光らせている。
刃（ジン）
独立具現型神滅具「黒刃の狗神」そのものであり、鳶雄の相棒にして分身。大型犬並みの体躯を誇る、赤い瞳に漆黒の毛並みをした狗。言葉は話せないが人間の言葉が理解できるほど賢く、学習能力も高い。主人の他にも、紗枝や主人の親戚である朱乃にもかなり懐いている。普段は鳶雄の傍にいるが、たまに彼のもとを離れて行動することもあり、五大宗家に遺恨がある妖怪たちとの戦いでは朱乃の助っ人として単独で現れている。
前述のとおり鳶雄が生まれたときには既に存在していたが、彼の祖母が封印を施したため、高校2年生の時に異能が再発現した時は黒い子犬の姿になっており、初めて禁手を発動させた折に現在の姿まで成長した。同種の波長をもつ独立具現型の神器の所有者を引き寄せる性質を持っている。『ハイスクールD×D』では同じイヌ科だからかヴァーリチームのフェンリルと仲がいいようで、食生活に難があることに同情している。
戦闘においては、獣の感覚で主人をサポートしながら戦う。子犬だったころは自分の体から生やしたブレードで攻撃していたが、自我が成長を遂げたことで自分の判断で影からブレードを生み出し、作った剣を口に咥えて戦うようになった。
リュカオン
神滅具「黒刃の狗神」に宿る「狼男の真祖」。楽園「アルカディア」の邪悪な王で、ギリシャ神話の主神ゼウスに対して悪行を重ねたために怒りを買い、異形の姿へ堕とされた。鳶雄は「あの闇の自分」と呼んでいる。
鳶雄が虚蝉機関の本拠地で禁手を果たしたときに、彼の意識を支配して暴走し唐棣を殺害した。それ以降、神器の深奥にある闇から夢の中に現れては、「おまえの刃は、どこまでも届く。だが、おまえの刃は、すべてを傷つける。おまえは、すでに人を止めているのだから」とせせら笑い、禁手化するたびに内側から侵食し、隙あらば鳶雄と入れ替わろうとする。一方で、鳶雄がアウグスタを殺してしまった時には、「意識せねば、おまえの刃はすべてを等しく斬り刻むだけだ」と忠告するような言葉を残している。

ラヴィニア・レーニ
3サイズ：100/59/88
身長：170cm
体重：56kg
誕生日：1月23日
「神の子を見張る者」の協力者として「灰色の魔術師」から出向している、イタリア人の女性魔法使い。金髪碧眼でスタイル抜群の美女。神滅具「永遠の氷姫（アブソリュート・ディマイズ）」の使い手で、「氷姫のラヴィニア」「無差別氷姫（ディマイズ・ガール）」の二つ名を持つ。「〜（なの）です」口調が主な特徴で、鳶雄のことを「トビー」、ヴァーリのことを「ヴァーくん」、鮫島を「シャーク」、紗枝を「シャーエ」と呼んでいる。ヴァーリにとっては姉に近い間柄で、頭の上がらない数少ない存在。
やや天然気味で、寝ぼけて部屋を間違え鳶雄のベッドに潜り込む、シャワーを浴びた直後にあられもない姿で平然と異性の前に裸身をさらすなど羞恥心に欠けるところがある。
炎の魔術をはじめとする様々な魔術を使いこなし、五大宗家の各家に伝わる術を施しても拘束することすら叶わないほどの実力を持つ。神滅具の凍結能力は非常に強力だが、かつて人形に抱いていた憎悪のために使いきれておらず、威力が強すぎて周囲を巻き込んでしまう恐れもあるのが欠点。
イタリアにある海辺の街にあった一般家庭で生まれ、9歳のころに謎の爆発事故で両親を失う。「永遠の氷姫」の異能のせいで親戚からの引き取りも拒否され、彷徨っていた時に「オズ」のグリンダに拾われて4年間彼女から魔法と神器についてを学び、13歳の時に同年代の魔法使いと交流する目的で「灰色の魔術師」へと移籍した。それから数年して師匠が「オズ」の魔女に襲われて消息不明となったため、彼女の捜索を兼ねて「虚蝉機関」に協力する「オズの魔法使い」所属の魔術師たちを発見し撃滅する任務を帯びて協会から派遣されていた。所属の関係から「バラキエル教室」のメンバーではないが、主に彼らやヴァーリと組んで一緒に行動している。
「虚蝉機関」との最終決戦では、アウグスタと交戦したが逃走を許してしまい、再戦時にはグリンダから拒絶されたショックで動揺した隙をつかれて肉体を乗っ取られてしまったが、仲間の奮闘で無事に救われた。この一件で、もう一度師匠と直接会って話をする覚悟を決め、目的に協力してくれる仲間たちとの信頼をさらに深める。
『ハイスクールD×D』では21巻で初登場。BAR「黒狗」で専属の歌手として働いており、同店の看板娘を務めている。ヴァーリの姉的存在という関係は変わっておらず、『ハイスクールD×D』初登場時には彼を大いにドギマギさせた。また、桐生やミルたんの先生として、2人に魔法を教えている。「邪龍戦役」では刃狗チームの一員として欧州で亜種禁手「永遠に想う白銀世界（アッソルート・アルジェント・モンド）」を用いて鳶雄と共に量産型邪龍、偽赤龍帝軍団を駆逐し、ヴァーリの試合の警護では彼の試合を直接見られないことに憤りつつ死神達を氷漬けにしている。「地獄事変」初戦では詩求子と共にグレシル配下の人工悪魔を壊滅させ、ロンドンでの最終戦では本隊に同行して地下の敵本拠地に向かい、ブリザードを発生させ人工悪魔や死神に大打撃を与えていった。
なお、本作では鳶雄に料理を任せきりだが、4年後では短編で美猴が現・沙悟浄と現・猪八戒の面倒を見るのに付き添っていたヴァーリが彼の顔を模した海苔で「ヴァーくん」というカラフルなキャラ弁を持ってきており、ヴァーリの発言からも彼女が用意して作った物だと示唆されている。3冊あるヴァーリ作の「黒歴史ノート」のうち2つを保管・複製しており、イッセーがBAR「黒狗」を訪れた際には「心の書」を手渡し、後に彼がチームの事務所に来た時には「術の書」を見せている。
『ハイスクールD×D』13周年記念の「D×D」人気総選挙では、ヴァーリとのカップルでカップリング部門8位。

皆川 夏梅（みながわ なつめ）
3サイズ：88/57/88
身長：161cm
体重：54kg
誕生日：5月26日
刃狗チームに所属する「鷹」使いの女性。陵空高校2年生。四凶の一体「窮奇」を宿す独立具現型神器の所有者。アップにまとめた髪が特徴の美少女。快活で元気が良くテンションが高め。
チームではオフェンス担当で、グリフォンの飛行能力を駆使した味方の運搬もする。指先のサインでグリフォンに指示を出せるよう訓練している。第2部からは、対悪魔、魔物用の光の弾丸を撃ち出す特殊な銃を携帯している。ただ、計久との戦いで相手の腕を切断したことがトラウマとなり、人間への攻撃をためらうようになってしまう。
友人が「虚蝉機関」に囚われたことからアザゼルへの協力を決め、神器を安全に発現させるための「タマゴ」を配る役目を任される。ウツセミの襲撃を受けた鳶雄の命を救い彼を味方に引き入れた。紗枝の自宅捜索後、撤退中にその近くの工場で計久に襲撃され追い詰められた際に窮奇の真の力に覚醒する。その後の本部襲撃ではヴァーリと共に現場へ向かい、同級生達の回収を手伝った。
『ハイスクールD×D』では女子大生をしている。テンションの高さがイリナに似ていると評された。朱雀とも仲が良い模様。また、「乳龍帝おっぱいドラゴン」のシリーズも視聴しているらしい。
グリフォン
神器に宿る「窮奇」が具現化した夏梅の相棒。普段は鷹の姿で、高速で飛行し弾丸のような体当たりを仕掛け、鋭い足の爪で相手を牽制し、硬化した翼を刃として敵を切り刻む。ただ、幼体の状態では「威力（パワー）」という点では力不足であり、防御タイプの相手には全く決定打を与えられないほか、飛行を阻害する風使いとは相性が悪い。
真の姿はその名の通りグリフォンに近く、2メートルを超える体躯に、頭には角が生え背には2対の翼が生える。体には風を纏い、突風を刃にして攻撃する。一時的に巨獣形態を使うこともできるようになっているが、3巻時点では一度使ったあと数日の間は変化できなくなる。

鮫島 綱生（さめじま こうき）
誕生日：7月16日
刃狗チームに所属する「猫」使いの男性。陵空高校2年生。四凶の一体「檮杌」を宿す独立具現型神器の所有者。茶髪のヤンキーで、ワル系のイケメン。度量が広く女子受けも良いが、武勇が先に立つことから陵空高校一の不良と恐れられていた。単独行動が多いものの、良く言えば極端に前向きな性格で行動的。気分転換も兼ねてバイクでツーリングするのが趣味。
運動神経が高く、仲間内では一番体格がいい。チームではオフェンス担当で、一度ヴァーリに完敗した経験から自身の戦いを見つめ直し、自分自身の戦闘能力を高める方向で能力を高めた結果、白砂の尾を自らの腕に装備してランスのように扱うスタイルを確立した。
親友の前田信繁が「虚蝉機関」に攫われたため「神の子を見張る者」に協力していた。当初は協調性に欠け、ほぼ単独で行動していたものの、鳶雄に感化されてチームで動くようになる。紗枝の自宅捜索後、前田の妹を模したウツセミにより心臓を貫かれて致命傷を負わされるが、覚醒した白砂の応急処置で心臓の傷を塞ぎ、満身創痍で立ち上がって仇敵の計久を殴り飛ばし撃破する。
鳶雄が幼馴染みの少女のために戦うと知ったことで彼を気に入り、友人になった。鳶雄を中心とする男女関係のトラブルには、第3者としての立場で面白がっている。ヴァーリのことは生意気な年下ということもあって「ルシドラ」と呼んでからかっている。
『ハイスクールD×D』に登場した際には、おっぱい好きでベクトルが似ていることもあってイッセーと意気投合し、2人でエロDVDの鑑賞をした。
白砂（びゃくさ）
神器に宿る「檮杌」が具現化した綱生の相棒。普段の姿は白い猫で、戦闘時には尾が2つに分かれ片方は鮫島が振るう巨大なランスへ変化、自身は宿主の援護に回る。グリゴリ謹製のマタタビを好む。
真の姿は先端がランス状の鋭く長い尾を幾重にも生やした体長3メートルを超えるサーベルタイガー。全身から放電する能力を持つ。また、真の姿に覚醒したことで、猫の状態でも尾を帯電させられるようになっているほか、尾を主と同化させることで傷を治すこともできる。一時的に巨獣形態を使うこともできるようになっているが、3巻時点では一度使ったあと数日の間は変化できなくなる。

東城 紗枝（とうじょう さえ）
3サイズ：83/56/82
身長：159cm
体重：49kg
誕生日：4月20日
鳶雄の同級生で幼馴染み。垢抜けた雰囲気が薄いためあまり目立たないがなかなかの美少女で、優しい性格なこともあり告白されるようなことはなかったもののそれなりに人気はあった。我慢強いが、言うべきときは勇気を持って言う性格。
「虚蝉機関」が起こした海難事故で彼らに誘拐、洗脳されたうえ、素質があるということで特殊な分身体「勇気を失った獅子」を憑依させられる。唐棣の護衛をさせられていたが、最終局面で彼に追い詰められる鳶雄の姿を見て自我を取り戻し、彼を救うために刃のブレードで自らを刺し貫く。致命傷となる傷を負うはずだったが、鳶雄がお守りとして渡していた数珠の効果で一命を取り留めた。
「神の子を見張る者」からの記憶消去を拒否したため、異能の関係者として親元を離れて鳶雄達と共に「堕ちてきた者たち」に転入し、彼らと共に座学や体力づくりに励む。三魔獣の影響で体力の回復が早まっているが、未知の部分も多いため毎日検査を受けている。料理上手で一人暮らしの鳶雄に手料理を作っていたこともあって、仲間内では彼と一緒に料理当番を担当する。動物に好かれる性質らしく、刃や四凶たちからも懐かれている。
「勇気を失った獅子」は現在アザゼルが解析中なので「出せない」状態であり、その不安要素が大きいためチームでは後方支援兼連絡役を担当し、そして禁手化した鳶雄の暴走を「愛の力」で止められる可能性があることから彼のバランサーを兼ねている。現在は魔を祓う方法を中心に神道や陰陽道に関する術の勉強をしており、指導者もなしに本や資料を読んだだけで紙人形を動かすなど、才能の片鱗を見せている。
鳶雄との関係は恋人未満だが、その仲睦まじさから周囲には交際していると思われることが多く、鳶雄には親愛をもって接されている。自らも鳶雄に好意があり、3巻で彼にキスしているほか、朱雀が見せる大胆な行動には激しく動揺している。
勇気を失った獅子（カウアドリ・レオ）
「オズ」の実験で顕現化された「三魔獣」のうちの1体で、漆黒の鬣にバーバリーライオン以上の巨体を持った獅子。並みのウツセミとは根本的な「作り」からして桁違いで、分裂して影の中に潜んで移動し、口から火を吐く能力を持つ。
「四凶計画」の中核を担う実験で試験体として開発され、唯一適応できた実験体である紗枝に憑依させられる。紗枝が自殺を図ってからは唐棣に使役されて禁手化した鳶雄と戦うが、圧倒されその身を2つに引き裂かれて消滅した。現在も紗枝に宿っているが、アザゼルが解析中で、現状では出すことはできない。

七滝 詩求子（ななだる シグネ）
元陵空高校の2年生。四凶の一体「饕餮」を宿す独立具現型神器の所有者。日本人と西欧人のハーフで、暗い色合いのブロンドと右目が青く左目が黒いオッドアイが特徴の眉目麗しい少女であり、陵空高校一の美少女といわれることもあった。家系的によく食べる体質だが、まったく太らない。着物の着付けが得意。
転校先で古閑とともに「禍の団」に誘拐されていたが、彼がサタナエルと取引したことで解放されていた。アウグスタをはじめとする敵勢力との交戦を経て鳶雄たちと再会し、第一部終盤で「堕ちてきた者たち」に合流した。身体能力は優秀だが、最も凶事を司るとされるポッくんが暴走の危険を孕んでいることから、チームでは基本的に後方支援兼連絡役を担当し、危機的状況においてはチームの切り札として活躍する。
『ハイスクールD×D』にはDX.5で初登場。史上最強の「饕餮」使いと称されるまでになっており、細身な外見とは裏腹にチームではパワータイプを担当している。「地獄事変」の初戦では、ラヴィニアと共にグレシル配下の人工悪魔にかなりエゲつない攻撃をかまして壊滅させている。
ポッくん
神器に宿る「饕餮」が具現化した存在。顔に饕餮文が刻まれた仮面をつけた、頭に2本角の生えた小型の四肢動物の姿をとる。名前の由来は「ポォ」という鳴き声から。
中国の怪物のなかでも屈指の化け物であり、概念を含め「すべてを喰らう」というシンプルだが厄介な能力から、使役者に関係なく四凶最強とされる。普通の食べ物だけでなく、式神などの術や魔法、魔力、神滅具の異能まで食べることができ、他の「四凶」では力が制限されるような呪具の影響を受けないどころか、呪具そのものを食べてしまう。ただし、かなり食いしん坊で、お腹が空くと動けなくなり、空腹で腹の虫が盛大に鳴き出ためす隠密行動が苦手。
3巻時点では未覚醒だが、覚醒した饕餮は凶悪で、制御できた宿主は稀であり、暴走して宿主すら喰われた例もある。
『ハイスクールD×D』では計3体に増えており、それぞれ「ポォくん」「ポンくん」と名前が付いているが、見た目がそっくりで区別は困難。巨大化することも可能となり、巨体ゆえのパワーと巨体からは想像もつかない速さで大暴れする。

### 神の子を見張る者（グリゴリ）
アザゼル
「神の子を見張る者（グリゴリ）」の総督。
ヴァーリ・ルシファー
「バラキエル教室」メンバーの協力者。現「白龍皇」にして初代魔王ルシファーの末裔。
コカビエル
「神の子を見張る者」の幹部。
「白い龍（バニシング・ドラゴン）」アルビオン
神滅具「白龍皇の光翼」に封印された「二天龍」の片割れにして、ヴァーリの相棒。
バラキエル
「神の子を見張る者」の幹部で、鳶雄たちが所属する「バラキエル教室」の担当教官。朱雀のおじにして、鳶雄のはとこおじ。
アルマロス
「神の子を見張る者」の幹部で、「アルマロス教室」の担当教官。

### 五大宗家

#### 姫島家
姫島 朱雀（ひめじま すざく）
3サイズ：102/60/89
身長：168cm
体重：54kg
五大宗家に連なる姫島宗家の次期当主で、現「朱雀」。艶やかな黒髪の凜とした雰囲気の女性。17歳。朱乃とは母親同士が姉妹の従姉にあたり、鳶雄ははとこ。普段は優しいが、勾陳黄龍曰く「超怖い」とのこと。
生まれ持って火之迦具土神の加護を受け、姫島家が司る霊獣と同調し、その名すら真名であることを許された一族でも希有な存在。代々継承された霊獣「朱雀」そのものを召喚して操ることができる。霊獣「朱雀」は巨大な炎の鳥で、莫大な炎のオーラを放ち、灼熱の熱気を辺り一帯に拡散させる。炎の術や式神の使役を得意とし、体術の心得もある。「アビス・チーム」の下級構成員程度なら数人相手でも無傷で圧勝するほどの実力がある。
五大宗家の現状を憂いており、いずれ自らの手で朱乃や鳶雄を宗家に認めさせたいと願っている。幼少期から朱乃と仲が良く、従妹に不遇を強いる一族に反発して自分が当主になったときには追放された親類を家に戻したいと願っていた。朱璃が殺され、朱乃が追放された時期が、「朱雀」継承の儀式に重なったせいで、悲劇を知ることもできず何もできなかったことを後悔し、姫島を革新させることをより強く心に誓うことになる。
「虚蝉機関」の壊滅から2ヶ月後に独断で鳶雄たちと接触を図り、残る四凶2名の潜伏場所を伝えてその保護に協力した。「奥の院」での鳶雄との対話を経て、身内として彼のことも危険ではないと一族に認めさせようと決意しており、これから姫島を変えるために彼に対して婚約を申し込む。「奥の院」での妖怪との激戦の事後処理を終えた後、「堕ちてきた者たち」と五大宗家の橋渡し役へ志願して「バラキエル教室」の面々が住むマンションの近所へ引っ越す。
『ハイスクールD×D』では現当主として登場し、若年ながら内部事情の変革を行い、グリゴリとの間にあった確執を軟化させたことが語られている。朱乃が「姫島」に復帰することを容認しており、彼女と婚約したイッセーに従妹のことを頼んでいる。歴代最強の「朱雀」とされ、「邪龍戦役」では「D×D」に協力し朱乃と共に邪龍軍団に立ち向かった。朱乃が参加する「アザゼル杯」のゲームを観戦しに冥界にきていた時には、タナトスの襲撃を知って青龍と玄武と共に会場の防衛に当たった。また、「地獄事変」初戦では表京都の鬼門側に当たる比叡山延暦寺方面の防衛部隊で中心になって戦った。
姫島 朱凰（ひめじま すおう）
姫島の宗主を務める初老の男。朱乃と朱雀の祖母や朱芭の弟で、朱雀・朱乃・鳶雄から見て大叔父に当たる。国外の異能者を信用せず、「灰色の魔術師」からの対オズ協力要請についても拒絶する。だが、「奥の院」を鳶雄が救った一件で、正式に面会を申し出る。
初登場は『ハイスクールD×D』の過去編。かつて黒き天使（バラキエル）の血を継ぐ呪われた忌み子として朱乃の命を狙い、図らずも一族の中で最も目をかけていた朱璃が殺害される結果につながってしまう。その後も、グリゴリによる妨害を受けつつ1年半にわたって執拗に朱乃を狙ったが、グレモリー家との交渉に応じ姫島の管轄領域に立ち入らないことと常にリアスの傍にいることを条件に手を出さないことを約束する。
姫島 朱璃（ひめじま しゅり）
朱雀の叔母。故人。
姫島 朱乃（ひめじま あけの）
朱璃とバラキエルの娘で朱雀の従妹。堕天使と人間のハーフであり、現在は姫島を追放されている。

#### 櫛橋家
櫛橋 青龍（くしはし せいりゅう）
櫛橋家の次期当主で、当代の「青龍」。眼鏡をかけた眉目秀麗な10代後半の青年。軽口が多く、飄々とした性格。
戦闘時には青いオーラを体にまとい、霊獣召喚で青色の鱗を持つ東洋の龍「青龍」を顕現させる。「木」を操る一族の能力として、草花を自由に操るだけでなく、そこから派生する「風」や「雷」すらも操って青い雷撃や竜巻で攻撃する。体術にも長け、植物を使った変わり身なども使う。
「虚蝉機関」壊滅から2ヶ月半後、鳶雄たちの実力を見るために勝負を仕掛けるが、バラキエルや朱雀の静止で戦いをやめ、「四凶」の残りを保護する作戦を支援した。「奥の院」が妖怪たちに襲撃された際には朱雀たちと協力し隠神刑部の相手をした。
『ハイスクールD×D』には24巻で現当主として登場。タナトス襲来時に冥界の防衛戦力として朱雀に駆り出される。

#### 童門家
童門 玄武（どうもん げんぶ）
童門家の次期当主で、当代の「玄武」。最年少で霊獣「玄武」の使い手となった少女。小学校高学年ほどの見た目で、黄色のレインコートを着て、背中には大量の符が入った甲羅のような背嚢を背負う。現童門当主の娘で、心配性の父親から溺愛されている。青龍からはちゃん付けで呼ばれている。
霊獣そのものを顕現させる召喚術を使う。霊獣「玄武」は尾が蛇のようになった第2の頭部を持つ亀で、普段は体長15cmほどだが、数倍まで大きくさせて頭部と四肢を甲羅に引っ込ませて回転アタックを繰り出すことができ、引っ込めたところからは玄武の術がこもった水をジェット噴射のように噴き出す。
「奥の院」での隠神刑部との戦いでヴァーリに窮地を救われたため、同年代の彼に対して好意を抱く。
『ハイスクールD×D』には24巻で現当主として登場。タナトス襲来時に冥界の防衛戦力として朱雀に駆り出される。ヴァーリとの微妙な関係も続いている。

#### 黄龍家
百鬼 中神 黄龍（なきり なかがみ の おうりゅう）
百鬼家現当主で、当代の「黄龍」。軍服を纏う20代前半の偉丈夫。黄龍襲名前の本名は「龍二」。
歴代でも最強クラスと謳われる才能に恵まれていた。大地を通してオーラを感じ取れるため、見なくとも相手の動きが分かる。足を踏むだけで土の壁を作る術を使い、獣のスピードを超える速度で移動でき、全身に黄金色のオーラをまとった状態での格闘戦も得意。
姫島出身の鳶雄が宿した「黒刃の狗神」の器量を知りたいという五大宗家の総意に応え、全力を10分の1も出さずに圧倒したが、奇策で自身に傷を与えたことである程度は実力を認めた。
実は妹に宿った神滅具「究極の羯磨」を鎮めるという目的で、サタナエルと内通し情報の一部を流していた。
百鬼 黄葉（なきり もみじ）
中神黄龍の妹。15歳。神滅具「究極の羯磨（テロス・カルマ）」の所有者。
外法そのものを顕現した神滅具を宿していたために百鬼家秘伝の隔離結界術を10も重ねた「勾陳結界」の中で、厳重に隠匿されていた。隔離されている理由は父と兄や、中核を担う数名だけしか知らない。隔離された空間にやってくるものとたまに会話するほかは、ゲームをして退屈を紛らわせている。
竜太を介して兄から携帯電話を使う新作ゲーム「電蜂（デンパチ）」の企画書を受け取る。
『ハイスクールD×D』の時代では光也が来た「あちら」の世界にいるらしく、その世界では「カエデ」と呼ばれている模様。
百鬼 竜太（なきり りゅうた）
中神黄龍と黄葉の従弟。12歳。後の「百鬼勾陳黄龍」。

#### 真羅家
真羅 白虎（しんら びゃっこ）
真羅家の次期当主で、当代の「白虎」。チーマー風の風貌をした坊主頭で体格の良い男性で、修験者が身につける装束を着ている。ラヴィニアには名前の発音が難しいらしく、「ニャンコ」の愛称で呼ばれている。強面でケンカっ早いが、根は悪人ではない。
修練によって体に闘気を纏うことができ、喰らえば脳髄まで吹っ飛ぶはずのエクソシストの光の弾を顔面に受けても痛みを感じるだけでダメージをほとんど受けない。霊獣「白虎」を自身に憑依させるタイプの召喚を行い、白い虎の獣人へと変化することができ、この状態では体格が2倍以上に膨らみ、身体能力が飛躍的に上昇する。また、五行の金を司る一族であることから、金属に対して術をかけることが出来る。
同じ猫使いとして鮫島に興味を持っており、「奥の院」での試合を経て実力を認める。「奥の院」が妖怪たちに襲撃された際には鮫島や鳶雄と共に温羅の対処に当たった。

### 灰色の魔術師
メフィスト・フェレス
魔法使いの協会「灰色の魔術師」の理事長。
ラヴィニア・レーニ

### 虚蝉機関
姫島 唐棣（ひめじま はねず）
「虚蝉機関」の室長で、40代の男性。錫杖や独鈷のような法具の扱いに長じるが、姫島が信仰する神々からの加護を何一つとして得られず、宗家から排除された過去を持つ。
計久の救援として向かった廃デパートで鳶雄と邂逅し、彼が姫島出身でありながら姫島が崇める神を殺した剣を宿すことを知り、一本の禍々しい刃を作り上げることが自分の使命だと思い定める。紗枝の実家を捜索していた鳶雄とラヴィニアを自分たちの本拠地に拉致するが、まもなく五大宗家のエージェントがなだれ込んだことで野望の終焉を悟り、紗枝を連れて鳶雄を待ち受け、最後の戦いを挑む。人殺しをためらう鳶雄を圧倒するも、紗枝の自殺（未遂）によって暴走した彼には太刀打ちできずに追い詰められ、姫島へ叛逆できる刃を目覚めさせられたことに満足しながら首を刎ねられて死亡した。
童門 計久（どうもん かずひさ）
「虚蝉機関」の幹部で20代後半の男性。趣味で相手を油断させるような人間を模したウツセミを作り出すなど、構成員の中でも特に倫理観が逸脱した外道。
土人形の使役術を得意とし、人形の硬度は覚醒前の白砂とグリフォンの力や刃のブレードでは破壊できないほどである。
廃デパートでの刃狗チームとの初遭遇では刃の予想外の力に圧倒され、唐棣に助けられ撤退する。2度目の交戦では前田を操り廃工場跡で鮫島を不意打ちして致命傷を負わせ、夏梅を追い詰める。しかし「四凶」の力を覚醒させた2人を前に、土人形を白砂に破壊されただけでなくグリフォンに自身の左腕を切断されてしまう。逃走を図るもヴァーリに阻まれ、最後の力を振り絞った鮫島に殴り飛ばされて失神した。

### オズの魔法使い
アウグスタ
「オズの魔法使い」の幹部である2代目「東の魔女」。当時の神滅具「紫炎祭主による磔台（インシネレート・アンセム）」の所有者で、「紫炎」の二つ名を持つ。紫色のローブを着た60代後半の女性。
組織からの指示で「虚蝉機関」のもとへと派遣されて協力体制を取っていた。その後、残る饕餮と渾沌の所有者を探すラヴィニアの前に現れ、彼女が師匠であるグリンダに拒絶されて動揺した隙をつき、その肉体を乗っ取り「永遠の氷姫」さえも操った。しかし、ラヴィニアを助けに来た四凶所有者たちの時間稼ぎで消耗し、ヴァーリに「永遠の氷姫」が、ポッくんに「紫炎祭主による磔台」が封じられ、禁手化した鳶雄に全ての魔法と自分の存在を切り裂かれて憑依が解け、そのまま死亡した。
ヴァルブルガ
アウグスタの弟子。
グリンダ
「オズの魔法使い」の幹部である「南の魔女」。神器の研究のためにオズの世界から人間の世界へと居を移しており、行き場を失っていたラヴィニアを引き取って魔法と神器の扱い方を教えていた。ラヴィニアを「灰色の魔術師」に預けてから数年後に消息不明となり、「オズ」から来た魔女に派閥争いで襲われたものと考えられていた。だが実際は、「三魔獣」を再び使役するために、ラヴィニアから得た「永遠の氷姫」の情報を組織へ提供し、自身を探すラヴィニアへ通信越しに「話すことはない」とだけ告げて一方的に話を打ち切った。

### 禍の団（カオス・ブリゲード）
サタナエル
「神の子を見張る者」の元幹部。ブラウンの髪と銀の瞳をしたきれいな男性。聖剣から魔剣に堕ちたと言われる「アロンダイト」を所有する。
子供のように無邪気な好奇心と探究心の持ち主で、純粋なまでに己の研究欲を満たすためにしか動いていない。人工神滅具の研究者であり、自身の手で「神をも滅ぼす具現」を実現することが最終目標で、神器の可能性、神滅具の解明を目指している。だが、その研究は10段飛ばしで技術を進める危険極まりないもので、各地に影響を及ぼしかねないことから組織内でも警戒されていた。
教え子の「深淵に堕ちた者たち」と共に組織を裏切って「禍の団」を結成し、かなり強引な方法もいとわず早急に検証を行うために「虚蝉機関」へ人工神器の情報を提供した。日本でヴァルプルギスの夜を行おうとしている「オズの魔法使い」たちにも協力しており、「奥の院」襲撃作戦では陽動の妖怪たちへ人工妖怪「空亡」を提供しているほか、「究極の羯磨」を鎮めることを望む中神黄龍とも裏で手を結んでいる。

### 教会の戦士
ダヴィード・サッロ
無精髭を生やした、30代半ばほどのイタリア系男性神父。カトリックの総本山ヴァチカンに所属するエージェントで、「聖剣ガラティン」の使い手。
伝説の聖剣の使用が許されているだけあって、ストラーダには及ばないまでも、3巻までで鳶雄たちが戦った相手の中では最強の実力者。
グリゴリとオズの魔法使いとの争いを調査するよう上層部から命じられ、フリードを連れてイタリアから日本へ向かう。「刃狗」チームとアウグスタの戦闘を監視し、「聖書の神」の信徒が管理できない神滅具は断罪すべきだという決意を抱く。第2部では大田区の神社でメフィストの護衛をする「バラキエル教室」の面々を襲撃、一同を苦戦させたものの、白虎と玄武の介入によって撤退する。
フリード・セルゼン
ダヴィードの弟子。

### 妖怪
隠神刑部（いぬがみぎょうぶ）
四国を根城にした大妖怪にして、化け狸の筆頭格。20mはあろうかという巨獣で、怪しく輝く赤い目と鋭い牙を持ち、尾が特徴的なまでに太い。龍王クラスと同等である京都を統べる八坂姫にも劣らぬ実力を持つとされ、口から強大で巨大な妖力の塊を吐いて攻撃し、808匹の眷属を従える。日本の大妖怪の中では一番面白いことに興味を持つことで知られる。五大宗家に恨みを持つほか、外国の「魔法」が嫌い。本拠地は愛媛県のとある山中の洞窟の奥。
「オズ」から接触され、魔法嫌いから最初は難色を示していたものの、姫島出身者に「黒刃の狗神」が宿っているという情報を伝えられ、長年暇だったこともあって魔法使い達に協力することを決める。機会に恵まれたことで奈良の「奥の院」を温羅と共に襲い、「空亡」による回復能力で一同を苦しめた。「空亡」がポッくんに喰われたことで傷が戻ってしまうが、禁手化した鳶雄に対してイヌガミ対決を挑み、敗北したものの満足げな表情を浮かべて失神。その後は元いた土地で眷属ごと厳重に封印され、五大宗家の管理下に置かれる。
温羅（うら）
「桃太郎」で有名な鬼ヶ島にいる鬼の首領のモデルとなった悪鬼。桃太郎のモデルである吉備津彦命に討ち取られたが、首を刎ねられても生き続け、さらに犬に首を喰わせて骨にしても静まることがなかったため、地中深くに骨として封じられたとされる。6mはあろうかという巨体を持ち、頭部に複数の角を生やし、口から鋭い牙を覗かせ、巨木より太い腕の先には、太い金棒を手にしている。白砂のランスも、獣人形態で闘気をこめた白虎の拳打も通じないほどに頑丈で、憤怒によって全身に熱気を帯びて「永遠の氷姫」の氷も瞬時に溶かしてしまう。首を犬に食われたため、犬に対して強い憎しみを持っている。
「オズ」によって復活させられ、「黒刃の狗神」の所有者の居場所を吹き込まれたことで、3m近くはある鬼の一群を率いて「奥の院」を襲撃し、犬への憎悪から刃を執拗に狙う。だが、「空亡」と隠神刑部との連戦で鳶雄が戦闘不能になったことで戦意を喪失し、疲労からその場で眠りはじめた。その後は元いた土地に配下ごと厳重に封印され、五大宗家の管理下に置かれることになった。
『ハイスクールD×D』では、最終章にて朱乃と使い魔の契約を結んでおり、「アザゼル杯」や「D×D」としての活動に協力している。
空亡（そらなき）
百鬼夜行の終わりを司る大妖怪として近年に創られた空想の妖怪。人工的に創り出された妖怪であり、赤紫色のオーラを放つ、空に浮かぶ巨大な黒い球体の姿を持つ。その下で戦う妖怪達は、力が漲る上に傷も治る。自分自身にも強力な再生能力を持ち、接触攻撃への対策も施されている。ただし、自分が消失すると、妖怪たちのダメージが戻ってしまう。
四神とセイクリッド・ギアにどれだけ人工妖怪が通用するかを検証するため、サタナエルによって「奥の院」へ送りこまれる。温羅と隠神刑部を支援して再生能力で一同を苦しめ、一時は五大宗家の面々を撤退に追い込んだ。再戦では鳶雄に十字に切り分けられたうえに火之迦具土神の呪炎で焼かれ、それでも再生し始めるというしぶとさを見せたものの、ポッくんによって全身を食い尽くされて完全消滅した。

### 陵空高校
佐々木 弘太（ささき こうた）
鳶雄のクラスメイトで友人。C組の室瀬という少女に恋しており、修学旅行で告白しようとしていた。
虚蝉機関の洗脳を受け、触手状の舌を持つ3mほどのトカゲを模した分身体を憑依させられていた。自身を目撃し廃工場まで追ってきた鳶雄を攻撃したが、駆けつけた夏梅によってウツセミを破壊され機関に回収された。分身体を再生させられ再び戦線に投入されたが、その時わずかに意識を取り戻し、鳶雄を奮起させ新たな力を目覚めさせるきっかけを作る。
前田 信繁（まえだ のぶしげ）
鮫島の親友。あだ名は「ノブ」。10歳ぐらいの妹が居る。
虚蝉機関に囚われ洗脳を受け、妹の姿を模した分身体を憑依させられる。

### その他
幾瀬 朱芭（いくせ あげは）
鳶雄の祖母。故人。旧姓は「姫島」で、姫島宗家の血を引き、「奥の院」の長老に師事していたが、仏教系の封印術に長けていたことで神道を重んずる姫島から排斥された過去を持つ。一度だけ持ち主の負傷を肩代わりする効果を秘めた数珠を遺品として鳶雄に遺しており、これが後に紗枝の命を救うことになる。
古閑 雹介（こが ひょうすけ）
元陵空高校の2年生。四凶の一体「渾沌」を宿す独立具現型神器の所有者。ボサボサ気味の黒髪の所々に金のメッシュを入れた少年。不良でありながら学年トップクラスの成績優良者という二面性を持っていたことから女子生徒からの人気も高かった。一人でいることが多く、鮫島ともお互い触れずにいた。
転校先で詩求子と共に「禍の団」に捕らえられていたが、サタナエルと取引して疑似禁手化するための籠手を貰い、「虚蝉機関」相手に大暴れしていた。強大な力をまだ制御しきれていないらしく、そのせいなのか「虚蝉機関」の残党を惨殺するなど精神状態もかなり不穏なものになっている。オズやアビス・チームとの戦いで鳶雄たちと邂逅したが、アウグスタとの戦闘を切り抜けると再び単独行動することを決める。
ブリッツ
神器に宿る「渾沌」が具現化した存在。長毛犬種にも似た黒々とした毛の塊のような姿をとる。
疑似禁手は「白龍皇の鎧」を参考にサタナエルが開発した装置を利用したもので、「Si-xiong HúnDùn Over Booster（スーシオン ホウンドゥン オーバー ブースター）」の掛け声で発動、犬に似た形状のパワードスーツへと変化し、頭部から伸びた髪を細長い鞭のように操り攻撃する。制御できていない過剰分のエネルギーを他の四凶へと供給し、覚醒状態にさせることもできる。
火之迦具土神（ヒノカグツチ）
日本神話の炎の神。最強の十束剣「天之尾羽張」によって斬られたことで知られる。姫島家に崇められており、彼らに神助として火の加護を与える。
「奥の院」が襲撃を受けた際には、「空亡」への対策を求めた朱雀に儀式で呼び出され、自らを斬った「天之尾羽張」を身体に宿す鳶雄が呪炎を使えるよう協力し、真に力を求めるなら神器の深淵に至るように助言を与えた。

## 用語

### 組織
神の子を見張る者（グリゴリ）
セイクリッド・ギアの所有者を保護、管理している、堕天使たちの組織。
堕ちてきた者たち（ネフィリム）
グリゴリが管理する、神器を所有する少年少女達が通う教育施設。グリゴリ幹部の名を冠するいくつかクラスに分かれて、異能と異形の世界についての座学や戦闘訓練などを行う。日本の常識から逸脱した、漫画かアニメに出てくるような特殊組織のコスプレ染みた青い制服が支給される。鳶雄たちが住むマンションの地下などにある自動改札機型のゲートと、個々人の学生証を使うことで転移する。
生徒には厳しい外出制限が課せられ、決められた日にしか外出できず、しかも外に出る際はそれだけのきちんとした理由を求められ、行ける場所と時間も限定されている。
一部のチームはグリゴリから正式な任務を回されるようになる。これらは一定の危険が伴う仕事だが、応じれば外出許可の緩和という特典を与えられる。
深淵に堕ちた者たち（ネフィリム・アビス）
「アビス・チーム」の別名で呼ばれていた、凶悪かつ残忍な神器所有者で構成された部隊。サタナエルの教え子たち、いわば「サタナエル教室」のメンバーからなる。扱いにくいが食らえば取り返しのつかない効果を持つ、暗殺や拷問のような人道的でない所有者が集められ、まともに戦うと心身のどこかに深刻なダメージを負いかねないとされている。人間社会にいては悪影響を与えかねず、処分されて当然の能力者ばかりが集められており、その力から家族からも疎まれ殺されかけた者も少なくない。
サタナエルが「禍の団」を作って「神の子を見張る者」を離脱する際に一緒に連れて行かれ、現在は彼のエージェントとして各地に放たれている。

五大宗家（ごだいそうけ）
古くより日本を魑魅魍魎の類から守ってきた5つの異能力集団の一族。「百鬼（なきり）」を筆頭に、「櫛橋（くしはし）」、「童門（どうもん）」、「真羅（しんら）」、「姫島（ひめじま）」が名を連ね、各家が「黄龍と四神」の力を受け継ぎ、出身者は退魔師やそれに準ずる職につき国を裏から守護する。それぞれの家が、異なる五行の五大属性を得意とする。
関係者が集まる本拠地が国内にいくつか存在するほか、5つの家それぞれに宗家や分家の邸宅及び本殿などがある。発祥されたとされる奈良県には、「奥の院」をはじめとする重要拠点が古くより点在している。
一族で最も秀でた者に霊獣を使役する契約と（次期）当主の座を継承させ、先代からの引き継ぎで霊獣を継承させる者、あるいは生まれながらに継承することが決まっている者に霊獣の名を付ける習わしがある。霊獣の召喚方法は、霊獣そのものを召喚することか、自身の体に憑依させて顕現することの大きく分けて2通り。前者は朱雀、青龍、玄武が、後者は勾陳黄龍、白虎が該当する。
日本に数ある異能集団の中で最大規模を誇るが、現代では異能がそこまで必要とされなくなったため、かつての権威を失いつつある。一方で、異能を高めるために長年続けられた努力が実ったのか、近年では強力な異能を宿す者たちの低年齢化が進んでいる。子供に力を継承しなければならないので、五大宗家の次期当主レベルには、3人くらいまでなら重婚が国から許可されている。
一族に伝わる異能に適性を持たなければ、どれだけ力を持っていようと、宗家の出身であろうと排斥されるという仕来りがあった。徹底した秘密主義を貫き家に連なるものから出た不備は正すという絶対の戒律に従い、内情を探ろうとする者や家を出奔して暴走する者を徹底的に粛清する。しかし、その結果、一族に見限られた者たちがグリゴリの離反者や魔法使いの協力を受け、「虚蝉機関」という組織を設立する事態を招く。これを受けて「奥の院」を中心とした一派が「灰色の魔術師」及び事件関係者と情報を共有しつつ、場合によっては協力して事件を解決すべしと考え、従来のやり方を重んじる百鬼を除く4家の現当主陣と意見が二分することとなる。
『ハイスクールD×D』でも登場。第3章で英雄派がグレートレッドの召喚を企んだ際には、三大勢力が同盟を結んだばかりで隠居たちも頑なに拒否感を示したために動向を静観していたものの、一般人に影響が出ないよう表京都の街を守っていた。第4章の「邪龍戦役」では、日本神話の神々の後方支援を受けて「D×D」や妖怪たちと協力し、アポプスに率いられて日本を襲ったトライヘキサや量産型邪龍、偽赤龍帝を迎撃した。「地獄事変」で京都がエレボス一派に狙われた際には、朱雀を中心にした部隊が表京都の比叡山延暦寺周辺の防衛に当たった。
百鬼（なきり）
五大宗家筆頭の一族。現当主は百鬼中神黄龍。陰陽道、神道、修験道、それらに伴う法力などまんべんなく習う。五行の「土」を司る霊獣「黄龍（おうりゅう）」と契約する。大地を操る術を得意とし、当主は黄龍との契約で龍脈から気を借り受けて、条件次第では、ほぼ無制限に自分の闘気へ加算できるという技術を持つ。
本宅はそう簡単には行けない特別な場所で、他の4家の霊獣契約者でも、よほどのことが無い限り呼ばれはしない。
「虚蝉機関」から始まった一連の事件で4家と「奥の院」で意見が割れた際も、筆頭として両陣営の意見を汲みつつ、あえて中立を守っていた。
姫島（ひめじま）
火之迦具土神とその系統に属する神々を信仰する神道の一族。現当主は姫島朱鳳。八百万の神を敬い、その力を借りて超常現象を起こす。宗家の者は「火」にまつわる異能を発現することが多く、最も才あるものが神獣「朱雀（すざく）」の力を受け継ぎ、その名を襲名する。
近年は血族に異形の力を宿す者（神滅具「黒刃の狗神」所有者の幾瀬鳶雄、堕天使との混血児でグレモリー眷属の姫島朱乃）が出現したことにより内部でごたごたがあったが、『ハイスクールD×D』の時代には当主の代替わりで緩和されつつある。
真羅（しんら）
五大宗家の一角。異形を身に宿して操る一族。生まれつき異形を呼び寄せてしまう体質であり、それにより心身を病む者も多い。主に修験道の流れを汲んでおり、男子は幼い頃より山にこもって修行を課せられることで有名で、修行で研磨された身体は体術に秀でる。修行で培った法力には魔を祓う力が宿るとされ、修練を重ね闘気を身につけた者もいる。また、五行の「金」を司るため、金属に作用する術を使うことが出来る。最も才ある者は「白虎（びゃっこ）」の力を受け継ぐ。
櫛橋（くしはし）
五大宗家の一角。「五行」の「木」を司る一族で、草花や「風」「雷」といったものを操ることができる。最も才ある者は「青龍（せいりゅう）」の力を受け継ぐ。
童門（どうもん）
五大宗家の一角。五行の「水」を司る、陰陽道の一族。最も才ある者は「玄武（げんぶ）」の力を受け継ぐ。
奥の院
奈良県にある五大宗家の本拠地の1つで、そのなかでも重要な拠点と位置づけられている。正門を潜った後も巨大な屋敷に到着するまで車で数分かかるほどに広大な私有地を有し、一定間隔で人払いと魔除けの結界を5つ張っている。人工的に作られたパワースポットでもあり、各地に流れていく龍脈の重要な中継地点としての役目もある。
在籍している面々は、当主にはならなかったが実力のある術者ばかりで、五大宗家への貢献度が高く、歴代当主とほぼ同格なほどの影響力がある。中には江戸時代の頃から生きている術者もいるらしい。
一連の事件に際して「灰色の魔術師」及び事件関係者達と情報共有しつつ、場合によっては協力して事件を解決するという方針をとっている。そのため、従来のしきたりを重んじる百鬼以外の4家とは意見が対立しており、当代の霊獣使いたちを間に立てて慎重に対応を決めている。
宇治の宝蔵
日本古来の書物にも記されている伝説の蔵。「奥の院」の敷地内に存在する。日本三大妖怪が封印されている地であり、酒呑童子と大嶽丸の首、玉藻前の遺骸の一部が納められている。その他にも、伝説の高僧達の遺物、「源氏物語」の雲隠れの巻をはじめとした幻の書物、歌集といった決して表に出してはならないものが保管されている。封印された三大妖怪は完全に死滅したわけではなく、切っ掛けがあれば復活出来る状態にある。

虚蝉機関（うつせみきかん）
力があるのに問題があって五大宗家から追い出されたはみ出し者たちが、「神の子を見張る者」の裏切り者サタナエルや「オズの魔法使い」の援助を受けて設立した機関。人里離れた山の内部を隠れ家兼研究施設として利用している。「四神と黄龍」を奉じる五大宗家に対抗するため、四凶の神器を利用する「四凶計画」を進めていた。「虚蝉」とは、宗家にとって無能なただの「人間」であることを示している。
陵空高校の2年生に「四凶」を封じた神器を持つ者が集まっていることを知り、彼らがホノルルへ修学旅行へ行く時を見計らって乗っていたフェリーを襲撃するが、「神の子を見張る者」の妨害によって「四凶」を含む神器持ちの生徒7名（+休んだだけの一般人2名）が難を逃れてしまったため、乗組員と教師を殺害して乗っていた生徒233名を代わりに誘拐する。そして、攫った学生を「ウツセミ」実験体として洗脳して四凶達への刺客に仕立て上げただけでなく、ウツセミの調整に必要な生徒の肉親をも捕らえていた。
五大宗家を打倒するために準備していたが、それらを実行する前にヴァーリによって隠し施設の候補を全て五大宗家側へとリークされ、大量のエージェントを送り込まれ崩壊。残党は「オズの魔法使い」に合流するなどして散り散りになったが、もとより他の組織が捨て石とするために操られていたため、重要な拠点については誰も知らされていない。
実験体として洗脳されていた学生達とその家族は「神の子を見張る者」によって回収され、治療と記憶捏造を施されたうえで解放された。
ウツセミ
独立具現型人工神器の試作タイプの通称。これを憑依させられた実験体もこの呼称で呼ばれる。サタナエルが「虚蝉機関」に提供したグリゴリの研究情報を元に作り出された。
基本的に動植物の姿を模しているが、五体を変形させて攻撃する能力が備わっており、複数の生物の特徴を組み合わせたキメラ型や人間に限りなく近い姿に擬態させた物も製造されている。急所の位置は普通の生物と同じだが、頑丈かつ高い身体機能を持ち、再生力も高いため、頭か心臓部にある核を破壊しない限り倒せない。また、一度血の臭いを覚えると仲間のウツセミにも情報が伝達され、それを元に対象者を追跡するという特性を持っている。これらの通り、一般人にとっては脅威となるレベルの能力を持つが、四凶クラスの神器には、例え異能に目覚めたばかりの相手に数体で襲いかかったとしても太刀打ちできない程度でしかない。
バケモノの方を倒されると試験体側も昏倒するため、本拠地の外で行動不能になった場合は魔法陣を介して即座に回収される。試験運用中であるため試験体の身体と精神に変調をきたすことがあり、能力を維持するためには遺伝子的に近い肉親から消耗する因子を補う必要がある。
オズの魔法使い
遙か昔、「灰色の魔術師」から分裂した魔術師達による結社。次元の狭間の中に独自の結界術で魔法領域「オズ」を作りだし、ボスが住む「エメラルドの都」を中心として東西南北に4人の強力な魔女が城を構えている。基本的に所属する魔法使いは自分たちの魔法を高めることにしか興味がなく、数年前までは派閥争いが酷かった。なお『オズの魔法使い』という作品は、作者が偶然知り得たこの領域の知識を元に描かれた物だとされている。
現在は「三魔獣」の再使役を目標のひとつに掲げ、「虚蝉機関」や「禍の団」へ協力を行っている。第2部では日本で「ヴァルプルギスの夜」という大規模な魔術儀式を行うため、日本の祭祀施設、五大宗家の「奥の院」といった場所に龍脈を阻害する魔法を撃ち込んで、儀式に都合の良い環境を作っていることが判明する。
三魔獣（さんまじゅう）
「オズ」の魔術師たちが再び使役しようとしている、「勇気を失った獅子（カウアドリ・レオ）」「魂を求める鋼人（デッド・ランバージャック）」「脳無しの案山子（ランペイジ・スケアクロウ）」の3体の魔獣。その研究は、協力していた「虚蝉機関」の「四凶計画」で中核を為し、「勇気を失った獅子」は資質のあった東城紗枝に憑依させられた。

禍の団（カオス・ブリゲード）
サタナエルが創設したテロリスト集団。
灰色の魔術師（グラウ・ツァオベラー）
魔法使いの組織の1つ。

### その他用語
神器（じんぎ/ セイクリッド・ギア）
「聖書の神」が創り出した異能。
タマゴ
グリゴリが開発した独立具現型神器用の能力開発装置。神器所有者の内に宿る力を淀みなく発現させるための物で、タマゴが孵化するようにして能力を開花させる。なお、鳶雄の場合は生まれつき神器が発現していたためか、タマゴは割れたが孵化せずに自分の影の中から出現した。
「卵から生まれて進化する」というプロセスは、某ゲームがモデルになっている。
四凶（しきょう）
中国で不吉をもたらすとされる、「窮奇（きゅうき）」「檮杌（とうこつ）」「饕餮（とうてつ）」「渾沌（こんとん）」の4体の伝説上の怪物。古い時代に討伐された後で神器に転じており、独立具現型神器ではトップクラスの性能を持つとされる。
古くから自然と4つが引かれあって1カ所に集うことが多いとされ、実際、今世では「黒刃の狗神」に引き寄せられて陵空高校の2年生に神器所有者4名が全員揃っていた。「虚蝉機関」の事件後、3名はグリゴリの保護下にあるが、残る1名は勝手に活動している。
龍脈（りゅうみゃく）/ レイライン
大地に流れている自然の超常パワー。霊獣「黄龍」の契約者は、龍脈からほぼ無限に「気」を吸収することができる。
龍脈が強い場所はパワースポットとも呼ばれ、要所要所で龍脈を維持したり、高めたりする。自然に出来たものもあれば、伊勢神宮や出雲大社などの祭祀施設のように人工的に作ったものもある。
化け狸（ばけだぬき）
古くより日本各地に伝承が残る妖怪。古狸、怪狸とも呼ばれる、体長2mほどの四足動物めいた異形。特に四国には強力な化け狸が住み、伝承も多く残っている。
鬼（おに）
頭部に角を生やした、平均身長3mほどの人型の異形。

## 既刊一覧

### 小説
- 石踏一榮 （著）・きくらげ （イラスト） 『堕天の狗神 -SLASHDØG-』 KADOKAWA〈富士見ファンタジア文庫〉、既刊3巻（2018年12月20日現在）
  1. 2017年11月20日第1刷発行（11月17日発売[21]）、ISBN 978-4-04-072458-4
  2. 2018年3月20日第1刷発行（同日発売[22]）、ISBN 978-4-04-072459-1
  3. 2018年12月20日第1刷発行（同日発売[23]）、ISBN 978-4-04-072830-8

### 漫画
- 石踏一榮（原作）・きくらげ / みやま零（キャラクター原案）・きくらげ（作画） 『堕天の狗神 -SLASHDØG-』 KADOKAWA〈MFコミックス アライブシリーズ〉、全2巻
  1. 2020年9月23日発売[24]、ISBN 978-4-04-064740-1
  2. 2021年1月21日発売[25]、ISBN 978-4-04-680189-0

## ゲーム
ファンタジア・リビルド
PC / iOS / Android用アプリゲーム。
ファンタジア文庫作品のクロスオーバーRPGであり、2021年8月より本作のキャラクターが登場する。また、担当声優は本作の出演に際して初めて決められた。